# Vissel Kobe 2012
Questa pagina raccoglie i dati riguardanti il Vissel Kobe nelle competizioni ufficiali della stagione 2012.

## Stagione
La società incappa nella seconda retrocessione in serie cadetta, terminando la stagione al sedicesimo posto.

## Organigramma societario
Area direttiva
- Presidente del consiglio di amministrazione: Hiroshi Mikitani
- Presidente: Koichi Kanaya
- Amministratori delegati: Katsuhiro Shimizu
Yuta Takahashi
- Senior Advisor: Sadayuki Adachi
- Special Advisor: Hideo Kajimoto

Area tecnica
- Allenatore: Masahiro Wada[1], Ryō Adachi[2], Akira Nishino[3], Ryō Adachi
- Vice-Allenatore: Ryō Adachi
- Coach: Shigetoshi Hasebe
- Coach: Koji Yoshimura
- Allenatore dei portieri: Jirō Takeda

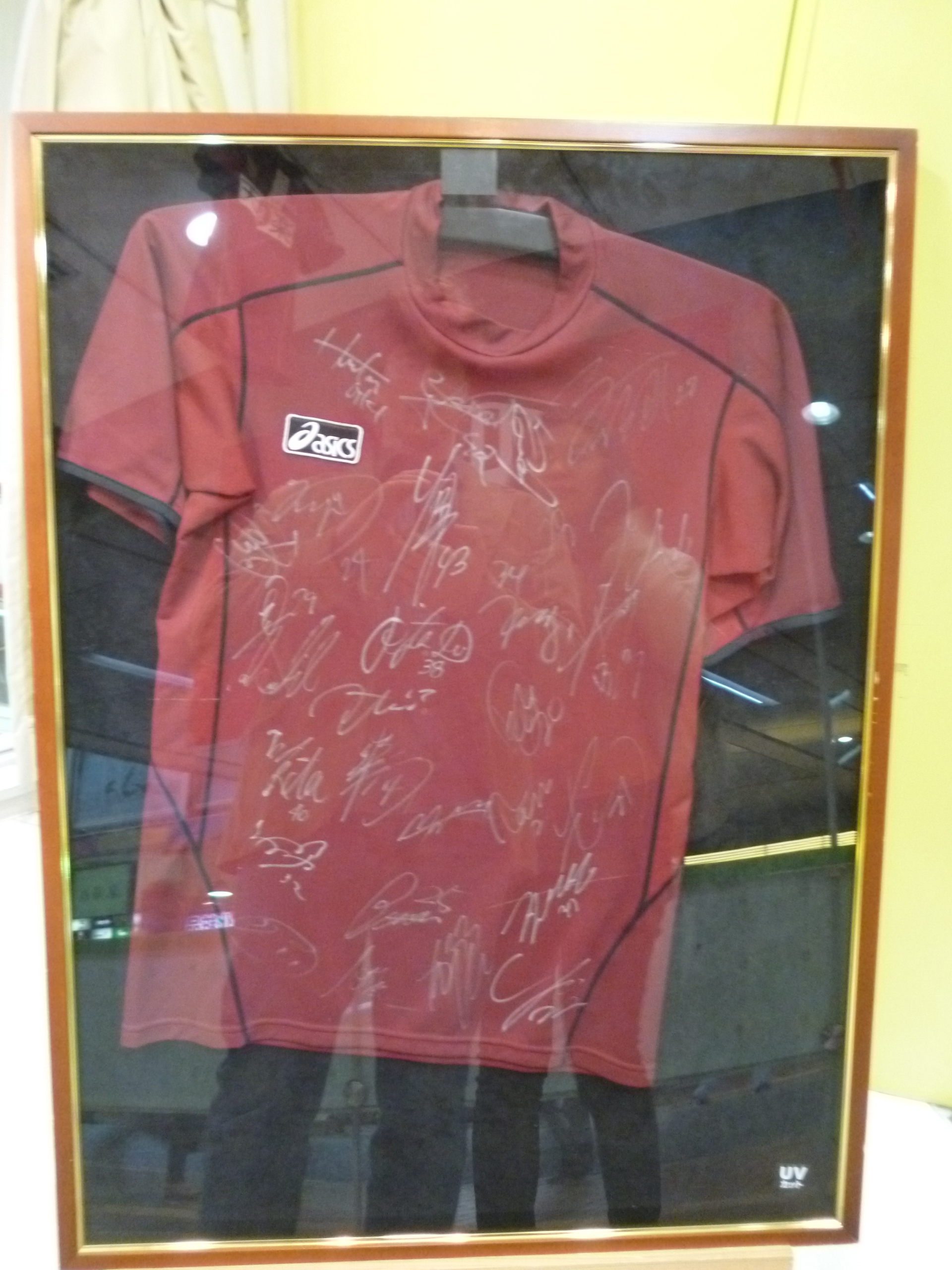
Maglia del Vissel Kobe autografata dai giocatori, stagione 2012

## Rosa
| N. |                          | Ruolo | Calciatore       |
| -- | ------------------------ | ----- | ---------------- |
| 1  | Giappone (bandiera)      | P     | Yuki Uekusa      |
| 2  | Giappone (bandiera)      | D     | Gakuto Kondō     |
| 3  | Giappone (bandiera)      | D     | Takahito Sōma    |
| 4  | Giappone (bandiera)      | D     | Kunie Kitamoto   |
| 5  | Giappone (bandiera)      | D     | Hiroyuki Kōmoto  |
| 6  | Giappone (bandiera)      | C     | Kenji Haneda     |
| 7  | Corea del Sud (bandiera) | C     | Park Kang-Jo     |
| 8  | Giappone (bandiera)      | C     | Takuya Nozawa    |
| 9  | Giappone (bandiera)      | A     | Ken Tokura       |
| 10 | Giappone (bandiera)      | A     | Yoshito Ōkubo    |
| 11 | Giappone (bandiera)      | A     | Yūzō Tashiro     |
| 13 | Giappone (bandiera)      | C     | Keijirō Ogawa    |
| 14 | Giappone (bandiera)      | C     | Ryōta Morioka    |
| 15 | Giappone (bandiera)      | C     | Tsubasa Oya      |
| 17 | Giappone (bandiera)      | A     | Takayuki Yoshida |
| 18 | Giappone (bandiera)      | C     | Hideo Tanaka     |

| N. |                          | Ruolo | Calciatore        |
| -- | ------------------------ | ----- | ----------------- |
| 19 | Giappone (bandiera)      | D     | Masahiko Inoha    |
| 20 | Corea del Sud (bandiera) | A     | Bae Chun-Suk      |
| 21 | Giappone (bandiera)      | A     | Hiroto Mogi       |
| 22 | Giappone (bandiera)      | D     | Kazumichi Takagi  |
| 23 | Corea del Sud (bandiera) | D     | Lee Kwang-Seon    |
| 24 | Giappone (bandiera)      | C     | Masatoshi Mihara  |
| 25 | Giappone (bandiera)      | C     | Ryō Okui          |
| 27 | Giappone (bandiera)      | C     | Hideo Hashimoto   |
| 28 | Giappone (bandiera)      | P     | Jun Kamita        |
| 29 | Giappone (bandiera)      | D     | Keisuke Hayashi   |
| 30 | Giappone (bandiera)      | P     | Kenta Tokushige   |
| 31 | Giappone (bandiera)      | D     | Takuya Iwanami    |
| 32 | Giappone (bandiera)      | C     | Ryo Matsumura     |
| 33 | Brasile (bandiera)       | A     | Fernando          |
| 34 | Brasile (bandiera)       | C     | Anderson Carvalho |